# Revolução verde

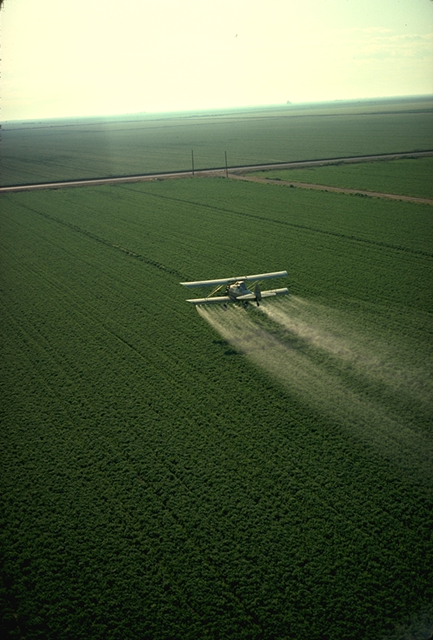
Nas décadas posteriores à Segunda Guerra Mundial (1939-1945), a produção agrícola mundial aumentou significativamente devido à vulgarização do uso de diversas tecnologias como os pesticidas, herbicidas e fertilizantes, assim como novas variedades de plantas de elevado rendimento. Na foto, um avião despeja agrotóxicos sobre uma plantação na Califórnia.

A expressão Revolução Verde refere-se à invenção e disseminação de novas sementes e práticas agrícolas que permitiram um vasto aumento na produção agrícola a partir da década de 1960 nos Estados Unidos e na Europa e, nas décadas seguintes, em outros países. É um amplo programa idealizado para aumentar a produção agrícola no mundo por meio do uso intensivo de insumos industriais, mecanização e redução do uso de mão-de-obra.
O modelo se baseia na intensiva utilização de sementes geneticamente alteradas (particularmente sementes híbridas), insumos industriais (fertilizantes e agrotóxicos), mecanização, produção em massa de produtos homogêneos e diminuição do uso de mão-de-obra. Também é creditado, à Revolução Verde, o uso extensivo de tecnologia no plantio, na irrigação e na colheita, assim como no gerenciamento de produção.
Esse ciclo de inovações se iniciou com os avanços científicos e tecnológicos desde o século XIX, embora a expressão "Revolução Verde" só tenha surgido em fins da década de 1960. Desde essa época, pesquisadores de países industrializados lograram, por meio de um conjunto de técnicas, aumentar estrondosamente as produtividades agrícolas, embora a um custo alto para o meio ambiente e os pequenos produtores, que acabaram migrando para as cidades.  
A introdução destas técnicas em países subdesenvolvidos provocou um aumento brutal na produção agrícola. Países como o Brasil e a Índia foram alguns dos principais beneficiados na produção. No Brasil, passou-se a desenvolver tecnologia própria, tanto em instituições privadas quanto em agências governamentais (como a Empresa Brasileira de Pesquisa Agropecuária) e universidades. A partir da década de 1990, a disseminação destas tecnologias em todo o território nacional permitiu que o Brasil vivesse um surto de desenvolvimento agrícola, com o aumento da fronteira agrícola e a disseminação de culturas em que o país é atualmente recordista mundial de produtividade (como a soja, o milho e o algodão, entre outros), atingindo recordes de exportação.

## História
O mentor da revolução verde foi o cientista norte-americano Norman Borlaug (1914-2009). Na década de 30, Borlaug começou a em 1944, o Programa de Produção Cooperativa de Trigo do México. Os trabalhos foram desenvolvidos em parceria com a Fundação Rockefeller com o intuito de se fazer estudos sobre a fragilidade da agricultura mexicana. A partir daí, cientistas criaram novas variedades de milho e trigo de alta produtividade, que fizeram o México aumentar de forma vertiginosa sua produção. Essas sementes foram, em seguida, introduzidas e cultivadas em outros países, também com ótimos resultados.
Na época, a empresa adotou como slôgane o fim da fome no mundo. O programa aplicado na agricultura mexicana resultou em plantas com maior desempenho no campo e que fizeram o país, antes importador, autossuficiente na produção de trigo.
No período de 1950 a 1960, outros países passaram a adotar o conceito de maior produtividade no campo. Os governos do Brasil, Índia, Paquistão e Filipinas estão entre os que adotaram o método de Borlaug. Em 1968, o presidente da Agência dos Estados Unidos para o Desenvolvimento Internacional William Gaud classificou as novas técnicas do campo como "revolução verde". De fato, os conceitos de Borlaug o levaram ao Prêmio Nobel da Paz em 1970, por suas contribuições para redução da fome mundial.
Os países desenvolvidos também aplicaram o sistema agrícola criado por Borlaug e reduziram a dependência da importação de alimentos. Um dos exemplos está nos Estados Unidos, que passaram a exportar trigo a partir de 1960.
"O impacto social da revolução verde, na medida em que ajudou a erradicar a fome no mundo, fez com que Norman Ernest Borlaug, considerado o pai do movimento, ganhasse o Prêmio Nobel da Paz em 1970", diz o engenheiro agrônomo Fábio Faleiros, da Empresa Brasileira de Pesquisa Agropecuária (Embrapa).
O conceito foi aplicado a outros produtos e a busca pela maior produtividade passou a balizar a qualidade no campo. O desenvolvimento de técnicas para irrigar o solo melhorou o desempenho agrícola, antes refém do regime de chuvas. A irrigação também contribuiu para otimizar o uso de fertilizantes, fungicidas e pesticidas.
A melhoria na relação de produtividade beneficiou diretamente países pobres, como a Índia, que passou a exportar arroz.

## Revolução Verde no Brasil
O perfil da agricultura brasileira mudou completamente após a adoção das práticas características da revolução verde. A introdução dos novos conceitos ocorreu durante o regime militar e foi um dos pilares do chamado "milagre econômico".
A partir da produção em larga escala, o País passou à condição de exportador de alimentos. Entre os produtos de elevado desempenho estão a soja e o milho.
Com a matriz agrícola voltada para as vendas externas, o Brasil instituiu agências de fomento e pesquisa. Entre as agências abertas nesse período está a Embrapa (Empresa Brasileira de Pesquisa Agropecuária), fundada em 1973.

## Pontos positivos e negativos
A eficiência no campo, avanço na produção e a pesquisa de alimentos são apontadas como as principais vantagens do conceito da revolução verde.
Já as desvantagens merecem críticas de historiadores, ambientalistas e pesquisadores. Entre as principais consequências estão:
- Esgotamento do solo
- Erosão
- Alteração do ecossistema para a implantação da lavoura
- Desmatamento

- Priorização à estrutura latifundiária, prejudicando a produção familiar e fomentando o êxodo rural.[3]

## Revolução insustentável
Se na época da introdução do programa o desafio era ter maior produtividade, hoje em dia o objetivo principal é ter uma agricultura com menor impacto ambiental e mais sustentável.
A Revolução Verde trouxe inúmeros problemas para o meio ambiente. Com o desmatamento para cultivo, veio também o surgimento de pragas e utilização de agrotóxicos, fungicidas, entre outros produtos. Desta forma, houve uma alteração e contaminação em todo o ecossistema – solos, rios, animais, vegetais.
Além disso, o programa “expulsou” os pequenos produtores da sua lavoura, contribuindo para o aumento do êxodo rural e, consequentemente, para o aumento da população em periferias de grandes capitais.

## Utilização de maquinário e insumos agrícolas
De fato, houve um aumento considerável na produção de alimentos. No entanto, o problema da fome no mundo não foi solucionado, pois a produção dos alimentos nos países em desenvolvimento é destinada, principalmente, a países ricos industrializados, como Estados Unidos, Japão e Países da União Europeia.
O processo de modernização no campo alterou a estrutura agrária. Pequenos produtores que não conseguiram se adaptar às novas técnicas de produção, não atingiram produtividade suficiente para se manter na atividade, consequentemente, muitos se endividaram devido a empréstimos bancários solicitados para a mecanização das atividades agrícolas, tendo como única forma de pagamento da dívida a venda da propriedade para outros produtores.
A Revolução Verde proporcionou tecnologias que atingem maior eficiência na produção agrícola, entretanto, vários problemas sociais não foram solucionados, como é o caso da fome mundial, além da expulsão do pequeno produtor de sua propriedade.

## Da revolução verde à agro-biotecnologia
A Revolução Verde pode ser caracterizada como um paradigma tecnológico derivado da evolução dos conhecimentos da química e da biologia, que definiram uma trajetória tecnológica baseada no uso intensivo de insumos químicos (fertilizantes e pesticidas). A partir da década de 1970, esse modelo passou a apresentar sinais de esgotamento cristalizados na identificação dos problemas ambientais ocasionados pelo uso intensivo de agrotóxicos e nos próprios limites de crescimento da indústria de insumos químicos. O desenvolvimento da biotecnologia possibilitou o surgimento de técnicas capazes de superar as barreiras genéticas existentes nas técnicas de melhoramento tradicional. Se por um lado essa mudança significou a possibilidade de superação dos limites alcançados pelo modelo tecnológico da Revolução Verde, ela representou, por outro lado, a oportunidade de diversificação de atividades das empresas do ramo químico. A questão que se coloca é se essa oportunidade tecnológica está sendo explorada para a construção de um novo modelo tecnológico baseado na redução do uso de insumos químicos, ou se está representando uma continuidade da trajetória do paradigma anterior, a partir de uma estratégia de valorização de ativos das empresas do ramo químico.

## ONU adere à agroecologia em detrimento à "revolução verde"
Para alimentar o mundo e, ao mesmo tempo, salvar o planeta em tempos de aquecimento global, pela primeira vez, a ONU declara abertamente sua intenção em incentivar métodos agroecológicos, em simpósio realizado em abril de 2018.

“O sistema de produção alimentar baseado nos sistemas agrícolas utilizando muitos inputs e recursos teve um preço alto para o meio ambiente. O resultado foi que os solos, as florestas, a água, a qualidade do ar e a biodiversidade continuam a se degradar, enquanto o aumento da produção a qualquer preço não erradicou a fome”, alega José Graziano Silva, diretor-geral da Organização das Nações Unidas para a Alimentação e a Agricultura (FAO)."